# 邁克·斯科洛普夫
邁克·斯科洛普夫（英語：Mike Schroepfer，1975年2月1日—），是一名美國企業家和技術架構師，自2013年3月起擔任Meta Platforms的首席技術官。2021年9月23日，斯科洛普夫宣布他將於明年辭去Meta Platforms首席技術官的職務。